# جلال ميرزا كريم
جلال ميرزا كريم (1935 - 14 ديسمبر 1993) هو واحد من الشعراء الكرد، الذين برزوا في ساحة الشعر الكردي المعاصر في ستينات وسبعينات من القرن العشرين، كان جلال من جيل، شيركو بيكه س، صلاح شوان، لطيف هه لمه ت، رفيق صاير، عبدالرحمن مزوري، دلشاد مريواني، وغيرهم على مستوى كردستان العراق، وكان من ضمن الشعراء والأدباء الكرد الذين أعلنوا عن نداء روانكة المرصد، الذي دعا الى ثورة في مضمون وشكل الأدب الكردي المعاصر، تميز شعره بالعمق والبساطة في أن واحد، ولغته سلسة ويكاد أن يكون من أبرز من كتب السهل الممتنع بالكردية، كتب حبا للثورة ولكردستان، وللأنسانية، حاول طبع مجموعته الشعرية سنة 1974 ولكن ظروف التحاقه بالثورة الكردية حالت دون صدورها.

## حياته ونشأته
ولد جلال ميرزا كريم عام 1935 في السليمانية لعائلة مرموقة، تلقى تعليمه الابتدائي والثانوي والثانوي في مسقط رأسه.
بدأ نضاله السياسي عام 1955، عندما أصبح عضواً في الاتحاد العام للطلاب، وبدأ في نفس الوقت بكتابة الشعر، وفي عام 1956 اعتقل بسبب نشاطه السياسي وحكم عليه بالسجن لمدة سنة وثلاثة أشهر، وقضى هذه الفترة بسجن بدر.
وبعد اندلاع انقلاب 14 تموز 1958، أصبح عضواً في اللجنة الإقليمية للحزب الشيوعي العراقي في السليمانية. وفي عام 1959 أصبح رئيس تحرير صحيفة هايواي كردستان. وفي عام 1962، وفي ذكرى انتفاضة 6 سبتمبر 1930، استعادة السليمانية وحكم عليها بالسجن لمدة عامين وبعد إطلاق سراحه، عاد إلى بغداد، وفي عام 1964، للعمل كموظف بأجر في محطة الإذاعة الكردية، حيث مكث لعدة سنوات.
ومن أوائل عام 1966 حتي عام 1970 عمل مذيعاً ومترجماً في الإذاعة الكردية في بغداد. وفي عام 1970 انتخب عضوا في هيئة تحرير صحيفة بيان. وفي أواخر أبريل 1970، كان أحد نشطاء حركة روانغا التي أصدرت أول بيان لها بتوقيع حسين عارف وشيركو بيكاس وكاكا مام بوتاني وجمال شربازهر، ثم أصدروا بعد ذلك ثلاثة أعداد من منشورات روانغا في شكل كتاب، والتي صدرت أعمال معظم الكتاب المبدعين في ذلك الوقت وأخذوا اختراع الشعر والقصص الكردية إلى مستوى أعلى. وفي عام 1974، عندما استؤنفت الحرب بين حكومة بغداد وحركة التحرير الوطني الكردي، غادر جلال بغداد وعاد إلى الجبال. وفي عام 1976 اختار المنفى وانتقل إلى الولايات المتحدة. وقال لاحقًا إنه من الأفضل ألا يذهب إلى الولايات المتحدة لأنه لا يوجد لجوء سياسي هناك. في عام 1982، صدمته سيارة في الولايات المتحدة.
بعد انتفاضة عام 1991 في كردستان العراق، عاد جلال إلى وطنه. وفي سبتمبر 1992، عين في محطة إذاعة كردستان العراق في أربيل. توفي بمرض القلب في 14 كانون الأول 1993 في مستشفى أربيل الجمهوري، وتم نقل جثمانه إلى السليمانية ودفن في مراسم خاصة في مقبرة تل سيوان.

## أعماله
نشر جلال ميرزا كريم الأعمال التالية خلال حياته التي استمرت 58 عامًا:
- ديوان شعري باللغة العربية بعنوان  الولادة صدر عام 1982 في الولايات المتحدة.
- مسرحية ساحة المعركة نُشرت في نفس العام في الولايات المتحدة.
- نُشر كتيبه  همس الألم الغارق  في الولايات المتحدة عام
- صدر كتابه  ريجا دوركاني شومان  عام 1992 بعد عودته إلى كردستان.

بعض نماذج من قصائده:
وفي قصيدة بعنوان “نظرات عين الشارع” كتبت عام 1970 ونشرت في العدد الرابع من نفس العام يقول الشاعر الحديث:
<قصيدة>
هون هون نظرة نارية
جناح قافلتنا
فوق حديقة موت الربيع
إنها تمطر في الأفق
قصائد الجروح
مر.. مر أربعون دم الكلمة
لقد تم قطع رؤوسنا
في تدفق ماء التنفس
زالاو بي دا آشيني!
شفاه الورقة
تريفاي بزاي هورام آباد
في قلب الطريق الطيني و
شيندا قادمة!!
</قصيدة>
ثم يقول في جزء آخر من قصيدته:
<قصيدة>
جدار الدم نفسه فيه
يٌقطِّع
كان يسحب
ساحة معركة الحزن جبل ثقيل
طريقة تسع سنوات
لقد كان يرسم أمنية فقط
الغناء في الحلق
لقد غرق
يتم حرق الأغاني في ساحة المعركة!
ولكن لا يزال.. لا يزال
ساحة المعركة
أنا لا أعرف لماذا
إلى النار في حلقه
ألا تسأل نفسك؟!
</قصيدة>
وفي قصيدة أخرى بعنوان "يادو.. ياقوت و.. قرش" كتبها بعد اتفاقية 11 آذار 1970، يتحدث الشاعر عن أوضاع الأكراد ونظام بغداد في قصيدته بشكل صريح يقول:
<قصيدة>
يا كردستان البيشمركة
صحيح قلب جبالك
عيون أطفالك المشرقة
هذا العام مليء بالبهجة والاحتفال
لكن الحديث
لا يزال ربما
الرغبة والنية ياقوتة ضوء الليل
في الحلق المظلم لسمك القرش!
</قصيدة>